# Rodrigo Quiroga (voleibolista)
Rodrigo Daniel Quiroga (San Juan, 23 de marzo de 1987) es un jugador de voleibol argentino, integrante de la selección de su país. 

## Carrera deportiva
Desde muy joven heredó la pasión familiar por el voleibol y su evolución y crecimiento fue seguida por los medios de comunicación, especialmente en su provincia natal, dado que se trataba del capitán del seleccionado menor (sub-18) argentino que obtuvo un meritorio 4.º puesto en el Campeonato Mundial 2005. En esa generación de jugadores, Quiroga fue el segundo máximo anotador y lideró un grupo en el que estaban Luciano De Cecco, Federico Pereyra, Facundo Santucci, entre otros. Mientras tanto, su padre Daniel lo dirigía en Obras Sanitarias, el club sanjuanino más abocado a la formación de talentos, en la Liga Argentina profesional.
Rodrigo fue un jugador importante en la campaña 2004-5 en la que compartió el ataque con Jorge Elgueta y alcanzó los cuartos de final. Ese año fue galardonado por el Premio Clarín a la Revelación del voleibol nacional. Rápidamente, Club de Amigos posó los ojos sobre él y el entrenador Carlos Getzelevich lo convocó para formar un equipo con figuras de la talla de Hugo Conte que ganó el título argentino en la temporada 2005-06.
Mientras se preparaba para disputar el Campeonato Mundial Juvenil (sub-21) en el que alcanzó el quinto puesto, Quiroga vivió su primera experiencia europea en la segunda división del exigente campeonato italiano. Tras disputar un torneo en el Bassano, fue nombrado en 2007 jugador del seleccionado argentino mayor, por entonces dirigido por Jon Uriarte. Si bien transitó la frustración de no poder clasificar a los Juegos Olímpicos del 2008, su carrera en Europa fue en ascenso, consolidándose como uno de los mejores jugadores de la A2.
En 2009, Uriarte se transformó en el entrenador del Vibo Valentia de la A1 italiana y solicitó la contratación de Rodrigo, que tuvo uno de sus mejores rendimientos en ese país. En la Selección Mayor Argentina, Javier Weber asumió la dirección técnica y formó un plantel con nuevos jugadores pero dándole confianza al joven sanjuanino, algo que se cristalizaría al proponerle ser el capitán (con apenas 23 años) de un grupo con jugadores de experiencia. Ese año, Argentina pudo clasificar a la fase final de la Liga Mundial FIVB metiéndose entre las potencias, lugar que no abandonó en las siguientes ediciones y que tuvo como mejor saldo el cuarto puesto en 2011. En el Campeonato Mundial, sin embargo, los sudamericanos clasificaron novenos.
Quiroga fue contratado por el Kalleh Mazandaran iraní en 2010, equipo con el que quedó eliminado en semifinales; y luego por el Iraklis griego. Allí fue subcampeón de Liga 2011 y de la Copa de Grecia. Su buen rendimiento le abrió las puertas para volver a la máxima competencia de clubes en la Península y reforzó a Ravenna en la temporada 2011. Sin embargo, por inconvenientes ajenos a su labor, debió buscar un nuevo horizonte en el invierno europeo de 2012 y pasó al Fenerbahçe en Turquía, comandado por Daniel Castellani. Bajo las órdenes del argentino, ganó la Copa y la Liga de Turquía.
En 2012, le llegó la revancha: ganó el Preolímpico con la Selección Argentina y clasificó a los Juegos Olímpicos de Londres 2012. En Reino Unido fue una de las figuras del equipo que consiguió un valioso quinto puesto. A su regreso, viajó a Brasil para sumarse al Vivo Minas, franquicia que es protagonista de la Superliga de ese país y finalizó entre los tres mejores del torneo. En 2013 fue presentado como atleta del equipo ModaMaringá.

## Relaciones familiares
Es sobrino del exjugador y medallista olímpico de voleibol Raúl Quiroga e hijo de Daniel Quiroga, quien fuera un destacado jugador de las ligas argentina e italiana de voleibol. Sus hermanos Gonzalo Quiroga y Tomás Quiroga integran la selección juvenil y  pre-menor argentina de voleibol, respectivamente.
Habla español, inglés e italiano.